# Palacsinta
A palacsinta folyékony tésztából készített, serpenyőben mindkét oldalán megsütött, tésztája ízesítése szerint édes vagy sós étel. Összetevői aszerint különbözőek, hogy melyik országban készítik. Alapvetően liszt, tojás, só és/vagy cukor, valamint víz, szódavíz és tej felhasználásával készített folyékony tészta, melyet serpenyőbe vékonyan kiöntve megsütnek. Általában valamilyen töltelék kerül rá, négyrét hajtják, vagy feltekerik, esetleg tortaformát készítenek belőle és ilyenkor szeletelve tálalják. Tölteléke szintén nagyon sokféle lehet a tájegységek ízlésvilága szerint. Európában az egyik legismertebb meleg tészta, de világszerte ismerik és kedvvel fogyasztják önmagában és más ételek körítéseként is. Számos nemzet vallja a maga specialitásának, ami annak köszönhető, hogy eredete egy közös pontba, a Római Birodalomig vezethető vissza.

## Története
A palacsinta eredete a római korból származik, neve latinul placenta volt. A lepényszerű tésztát kerek kövön vagy a legendárium szerint bronzpajzson sütötték. Azonban tudni kell a pajzsos sütésről, hogy a római legionáriusok pajzsa a Scutum valójában fából készült, akárcsak a Clipeus, vagyis megkérdőjelezhető ennek igazságalapja. Összetétele liszt, víz és kevéske só volt. Nagyon fontos szerepet játszott a római légiók ellátásában, mert hosszabb ideig eltartható volt. Ekkoriban nem édes tölteléket használtak, hanem húsfélékkel fogyasztották. A kutatások szerint a palacsinta a római légiók nyomán terjedhetett el a Duna medencéjében és tőle nyugatabbra is, német, francia, angol vidékekre. Az első feljegyzéseket – amelyekben egy recept is szerepelt – már 1439-ben lehetett olvasni. A palacsintakészítés első magyar nyelvű leírása az erdélyi fejedelmi udvar főszakácsának a 16. század végén írt szakácskönyvében olvasható. A néphagyomány szerint húshagyókeddig minden olyan elspájzolt élelmiszert el kellett fogyasztani, amit a másnapi hamvazószerdával kezdődő negyvennapos böjt alatt tilos volt enni. A palacsintatészta egyik alapanyaga a tojás, és a kisütéséhez akkoriban zsírt használtak, így ideálisnak bizonyult a feleslegessé vált tartalékok felhasználására. Az angolszász országokban palacsintát megünneplő nap született, mely napon palacsintasütő, -evő, -feldobó, -tekerő stb. versenyeket rendeznek. Az ünnep alkalmából világrekordok megdöntésével kísérleteznek palacsintaevő, -eldobó, -elkapó kategóriákban. 1994-ben Rochdale-ben sütötték ki a világ legnagyobb palacsintáját, amely 15 méter átmérőjű, 3 tonna súlyú, és kb. 2 millió kalóriát tartalmazó édesség volt.

## Etimológia
A palacsinta szó első írásos említése 1577-ből a Kolozsvári glosszákban maradt fenn. A „palacsinta” a román plăcintă („lepény, lángos”) átvétele, annak pedig a latin placenta (lepény, kalács) a végső forrása. A szóeleji mássalhangzó-torlódást (pl-) a magyarban ejtéskönnyítő magánhangzó oldotta fel (pal). Más források[forrás?] szerint a magyar palacsinta és a valószínűleg ebből származó német/osztrák Palatschincken a blincsiki, blini kiejtésű szláv szóból ered. A német Duden nevezetű lexikon szerint az osztrákok beszélte német nyelvbe a magyarból került át, Palatschinke formában.

## Elterjedése

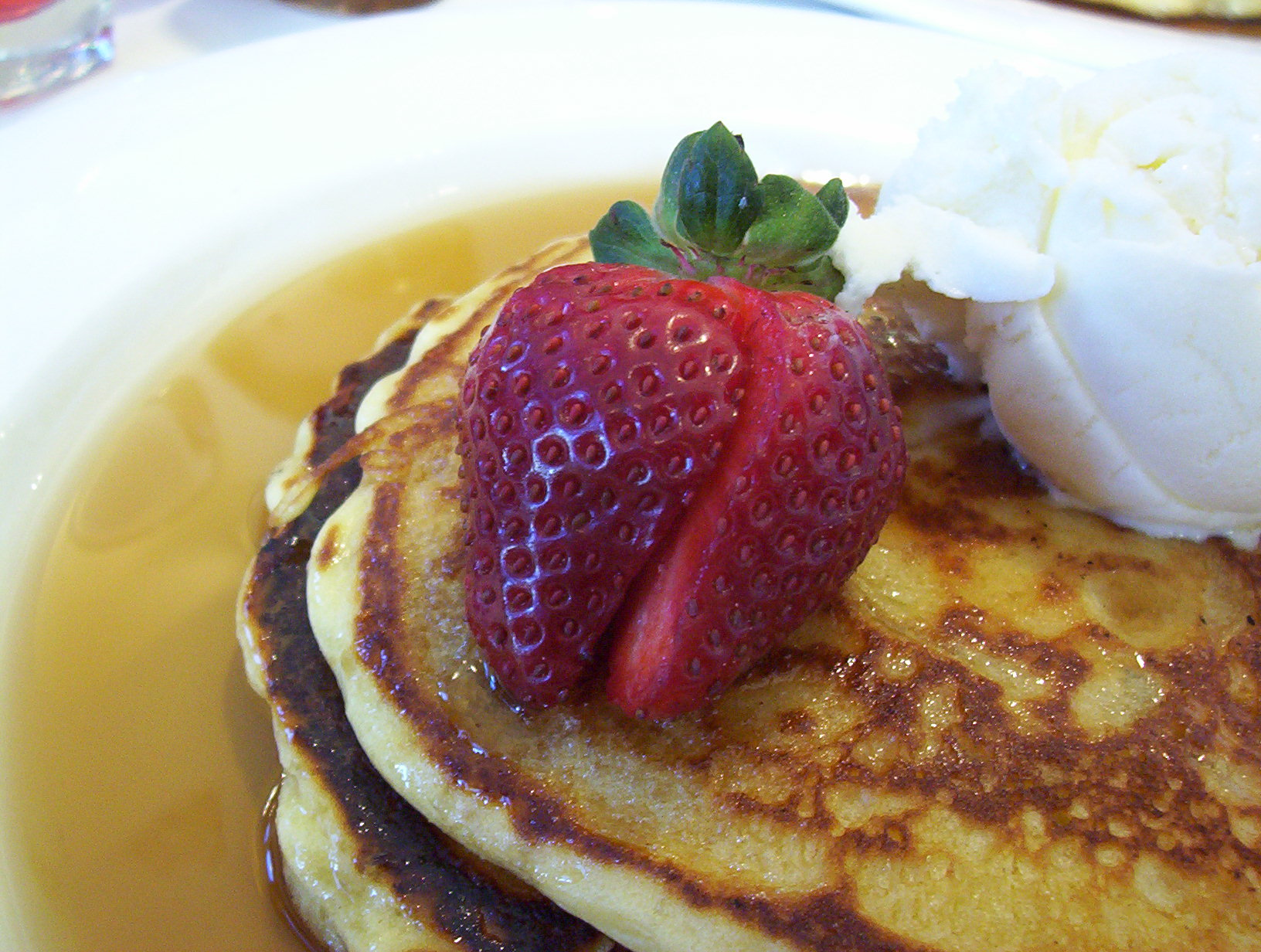
Eper és palacsinta

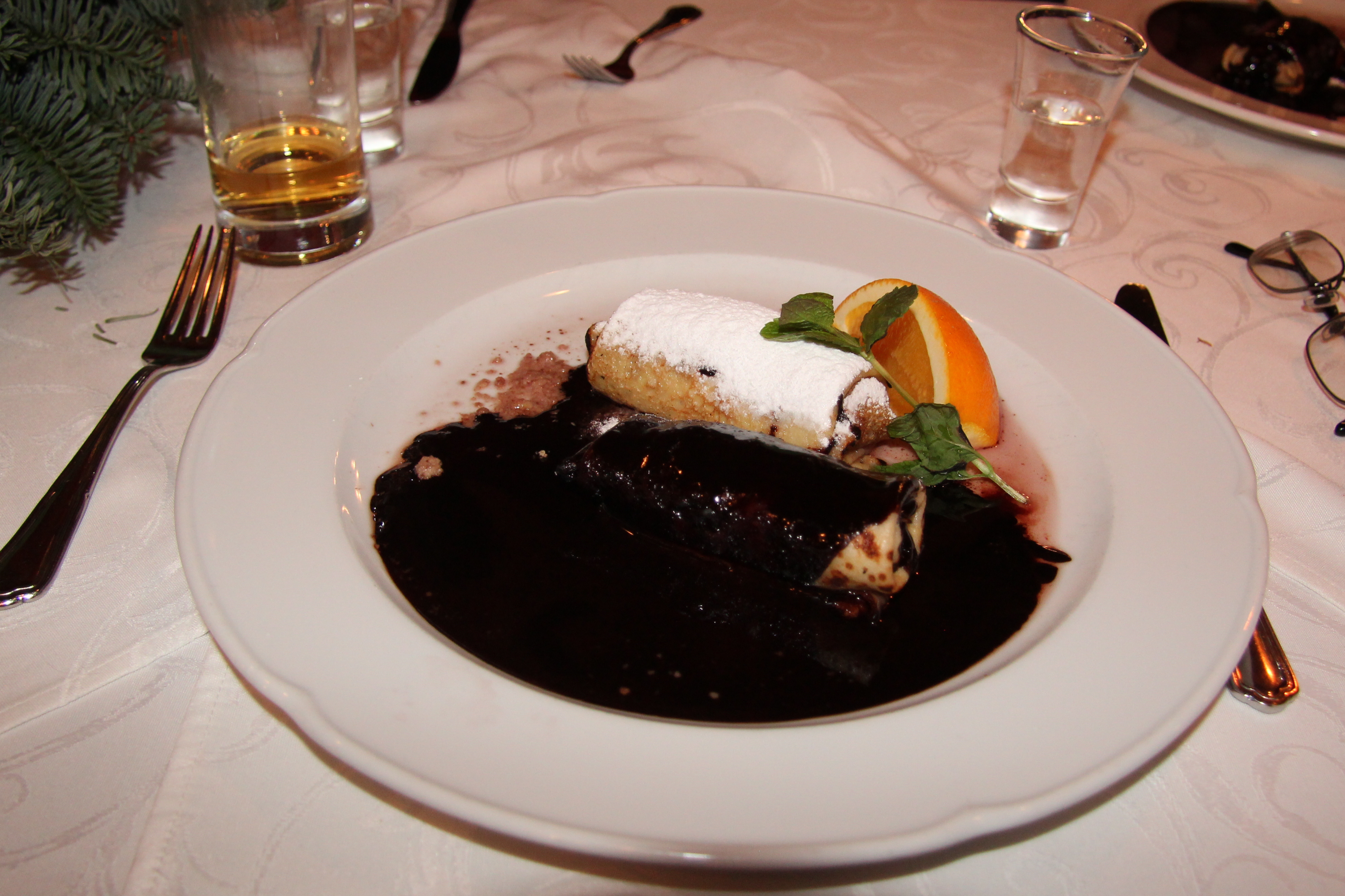
Gundel palacsinta

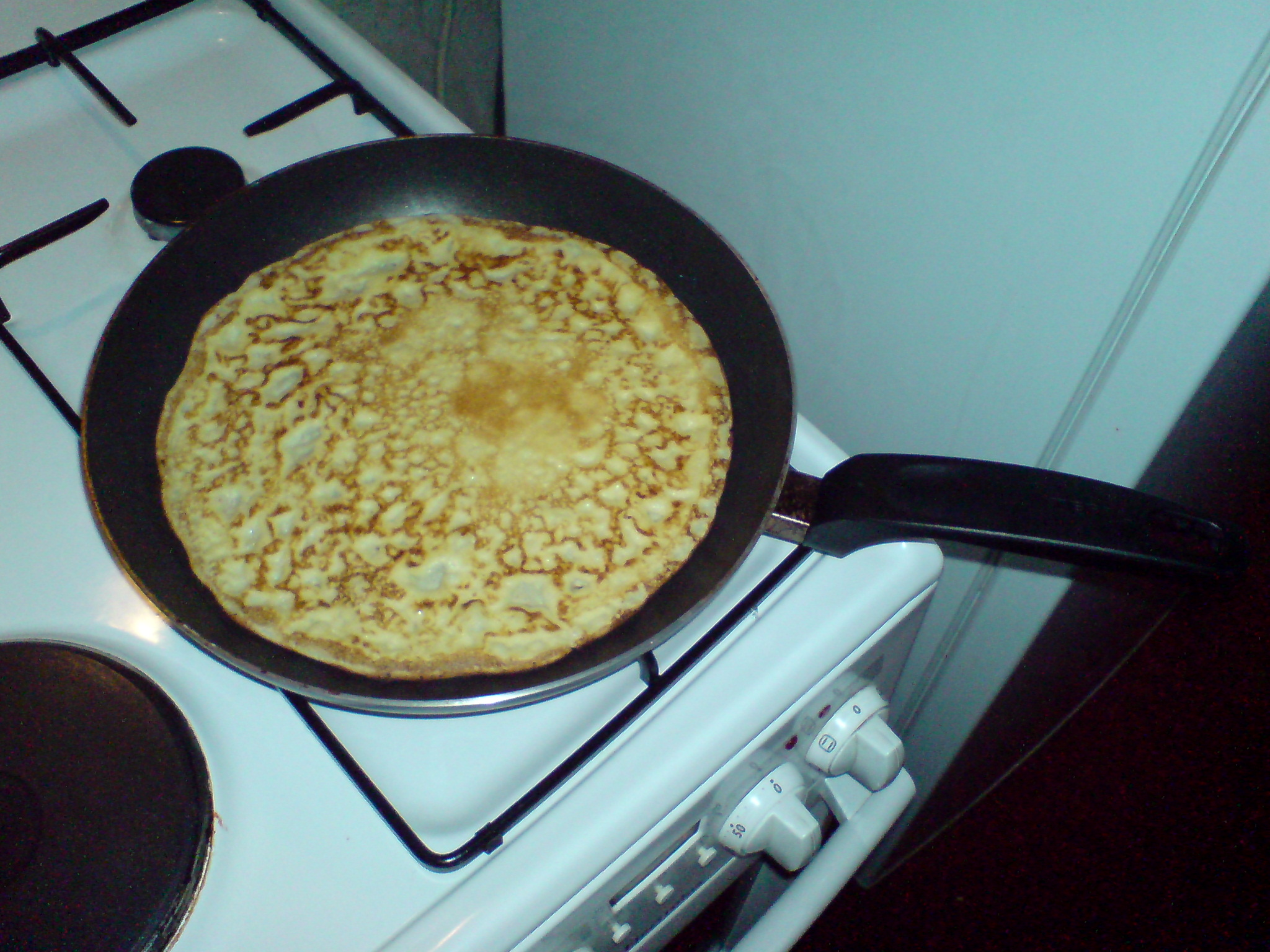
Palacsintasütés

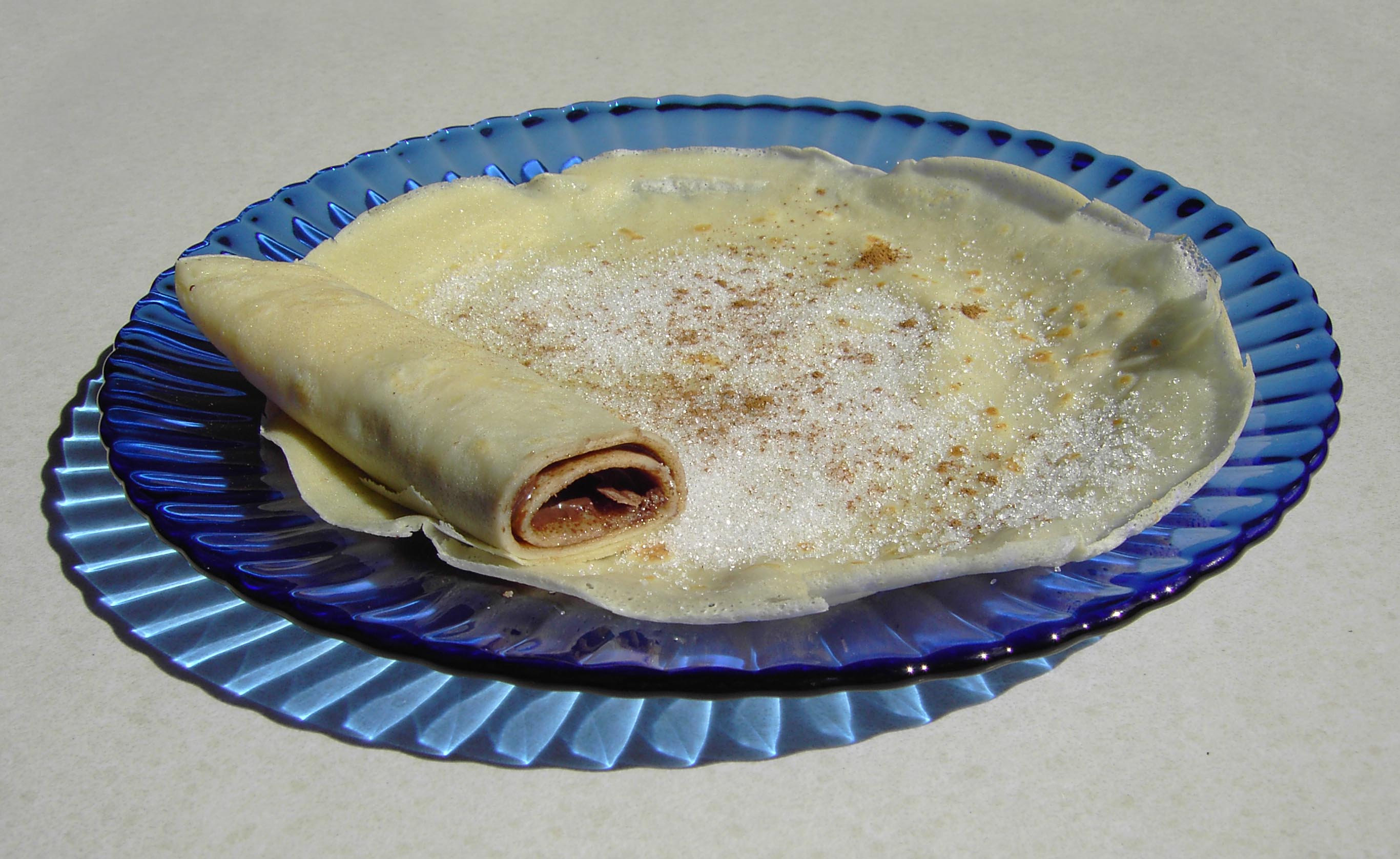
Egyszerű kakaós palacsinta

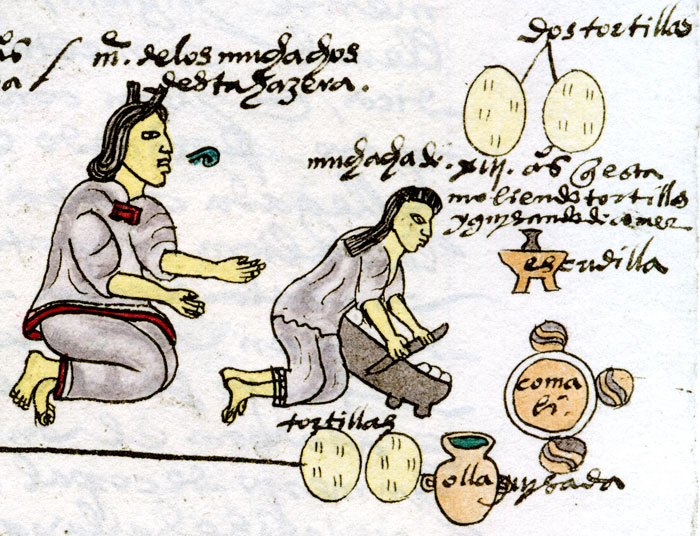
Tortilla sütés az azték kultúrában. A Mendóza kódex illusztrációja 16. századból

Ez a nagyon kedvelt, többnyire édesen fogyasztott tészta az egész világot meghódította. A palacsintának nemcsak a neve változik országonként, hanem az összetétele is.

### Európa
- Franciaország (crêpe)

Franciaországban élesztővel és sok tojással alaposan kikevert tésztát használnak. Sütés után pikáns, édes töltelékekkel töltik. A crêpe ropogós, vékony tésztájú. A vendégek összehajtva majd felgöngyölve kapják, pikáns, forró, édes likőrös vagy citromos vajjal leöntve.
- Lengyelország (naleśniki)
- Magyarország (palacsinta)

Magyarországra jellemző a nagyon vékonyra sütött tészta, amit tojásból liszttel, tejjel, csipetnyi sóval, esetleg pici cukorral és szódavízzel kevernek ki. Ízlés szerint kevéske sütőpor vagy élesztő is kerülhet bele, és az általában alkalmazott étolaj helyett készülhet olvasztott vajban is. Tölteléke változatos: cukros kakaópor, lekvár, (mazsolás) túró, fahéjas cukor. A sós palacsintákat darált hússal, gombával, zöldségekkel tölthetjük. Híres magyar specialitás a hortobágyi palacsinta és a rakott palacsinta, valamint egy világhírnevet szerzett különlegesség, a Gundel-palacsinta, amelyet Márai Sándor felesége, Matzner Lola talált ki, és amely mára hungarikummá vált.
- Ausztria (Palatschinken)
- Dél-Németország (Pfannkuchen)
- Észak-Németország (Eierkuchen)
- Oroszország (blini)

Az oroszok palacsintája a blini, amit élesztős-búzakorpás vagy hajdina tésztából készítenek. Nagy jelentősége van az egyházi ünnepeket megelőző böjtök idején. Különböző egyházi ünnepekhez különböző tölteléket alkalmaznak (mák, méz, alma). A tölteléket nem a kisült tésztába csavarják, hanem a sütést megelőzően keverik bele. Ennek megfelelően az orosz blini vastagabb, és átmérőjét illetően pedig kisebb mint az Európában megszokott változatok.

### Ázsia
- Malajzia, (kuih dadar)

A maláj palacsinta különlegessége, hogy a tésztában pandanlevél-kivonat van, amitől az egész palacsinta gyönyörű zöld színű lesz. Kényelmi szempontból néha zöld ételfestéket is használnak, de az nem helyettesíti az igazi pandant, mivel az nagyon édes illatú. A tészta összetevői: pandankivonat, apróra vágott levelek, liszt, kókusztej, só, tojás. Tölteléknek maláj pálmacukorral összedolgozott kókuszreszeléket, pandanlevelet, vizet kevernek össze, és kukoricakeményítővel sűrítik.
- India, (paratha)

Az indiai palacsinta úgy készül, hogy feles borsót és rizst vízben áztatnak, majd összetörik és csípős paprikát, sót tesznek hozzá. Utána annyi vizet öntenek a „tésztához”, amennyi segíti az elkeveredést. Ezek után joghurtot tesznek bele, elkeverik, majd a hagyományos módon megsütik. Tálalható magában is, de a legjobb fűszeres sült burgonyával és rizzsel.

### Afrika
- Marokkó, (ataif)

A tésztát vastagabbra sütik és édesítik, töltelékként kókuszreszelékkel összekevert kakaót használnak, amelyet reszelt narancshéjjal és kristálycukorral kevernek el, és vaníliamártással tálalják. Marokkóban a palacsinta neve ataif, sós és édes változata is ismert. A sós változatnál a töltelék rendszerint spenótos, darált húsos vagy gombás töltet. Az édes változatban az ataif szirupba, vagy olvasztott mézbe van mártva, és a tölteléke lehet nyers vagy párolt gyümölcs, a tetején tejszínhabbal és pirított mogyoróval.

### Amerika
- USA (pancake)

Az amerikaiak a palacsinta tésztájához sütőport és szódabikarbónát tesznek, ezáltal a palacsinta habkönnyű, de vastagabb lesz. Tálaláskor nagyon édes önteteket használnak, pl. juhar- vagy áfonyaszirupot, bogyós gyümölcsöket – vagy épp ropogós bacont.
- Mexikó

Mexikóban tortilla a neve, babpürével és darált hússal töltik és paradicsomszószt öntenek rá.

### Ausztrália
- Ausztrália, (pikelet)

A pikelet (magyarul kis csuka) egy kis vastag palacsinta, mely Ausztráliában és Új-Zélandon közkedvelt. Angol változatát skót palacsintának nevezik. A tészta fehér lisztből készül élesztővel, és cukrot, tejet, tojást, vajat tartalmaz. Kedvelt töltelékei a friss eper, a cseresznye, az áfonya, a baracklekvár, a juharszirup, a méz és a csokoládé.

## A palacsintasütés technológiája
Az összekevert palacsintatésztát merőkanállal – vagy közvetlenül a keverőtálból – forró, esetleg olajozott, zsírozott serpenyőbe öntjük. Pár másodperc alatt a még folyékony tésztát a serpenyőben finom „csuklókörzéssel” mozgatva egyenletesen szétfolyatjuk. Amikor az alsó oldala megsült (ekkor ha kellően vékony, a tészta széle kezd elválni a serpenyőtől), megfordítjuk. Ügyesebbek ezt külön konyhai eszköz nélkül, dobással is megtehetik. Amikor mindkét oldala megsült, egy tálra emeljük vagy csúsztatjuk.

## A palacsinta a szépirodalomban
Dániel Anna Hiányzik Szecső című 1973-as ifjúsági regényében Karesz képzőművész apja kitűnő palacsintát tud készíteni, a levegőbe dobva fordítja meg, Karesz anyja pedig ezt mondja férje palacsintasütésével kapcsolatban: „Sose rontod el, téged szeret az anyag.”

## Galéria

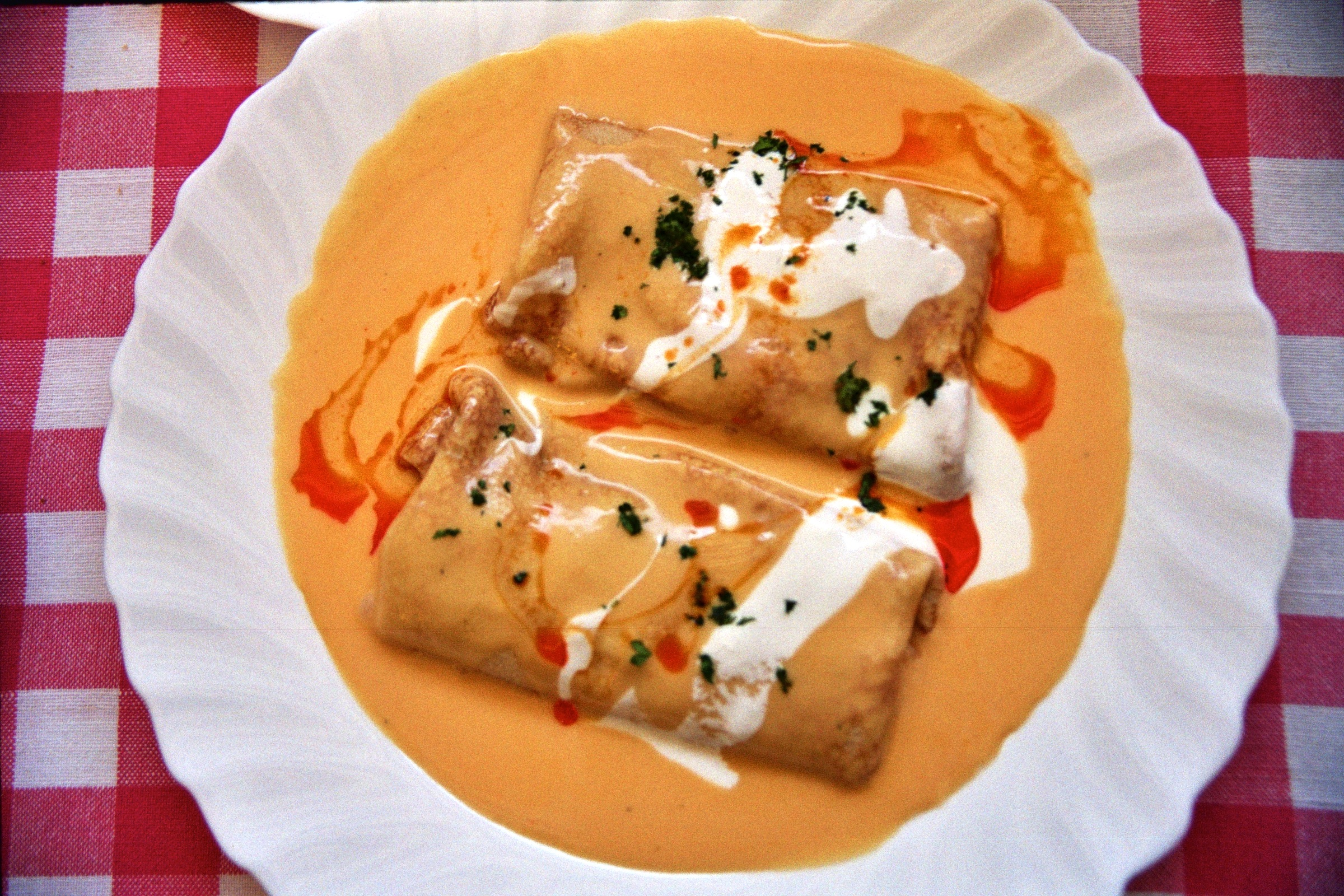
Hortobágyi húsos palacsinta
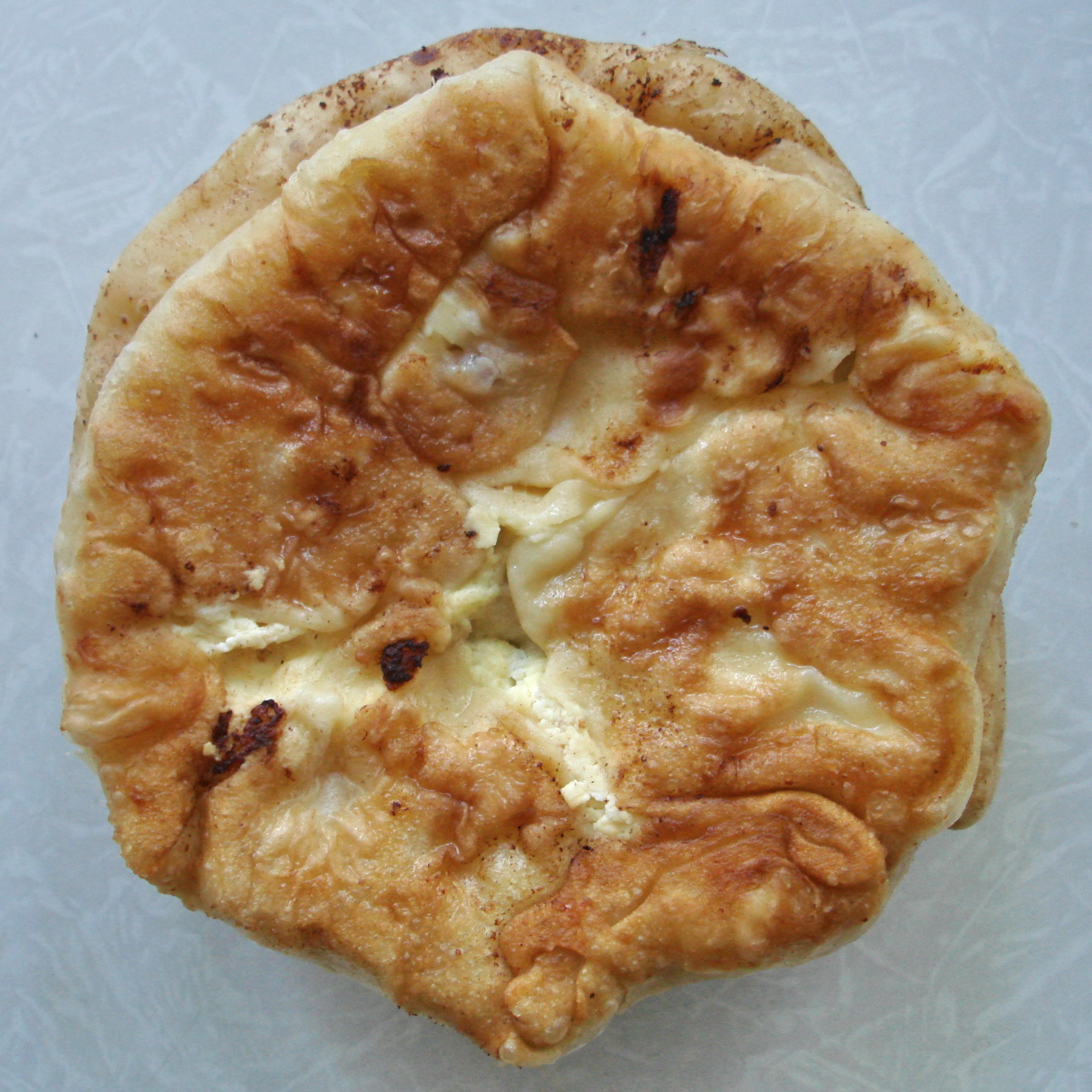
Plăcintă Romániából
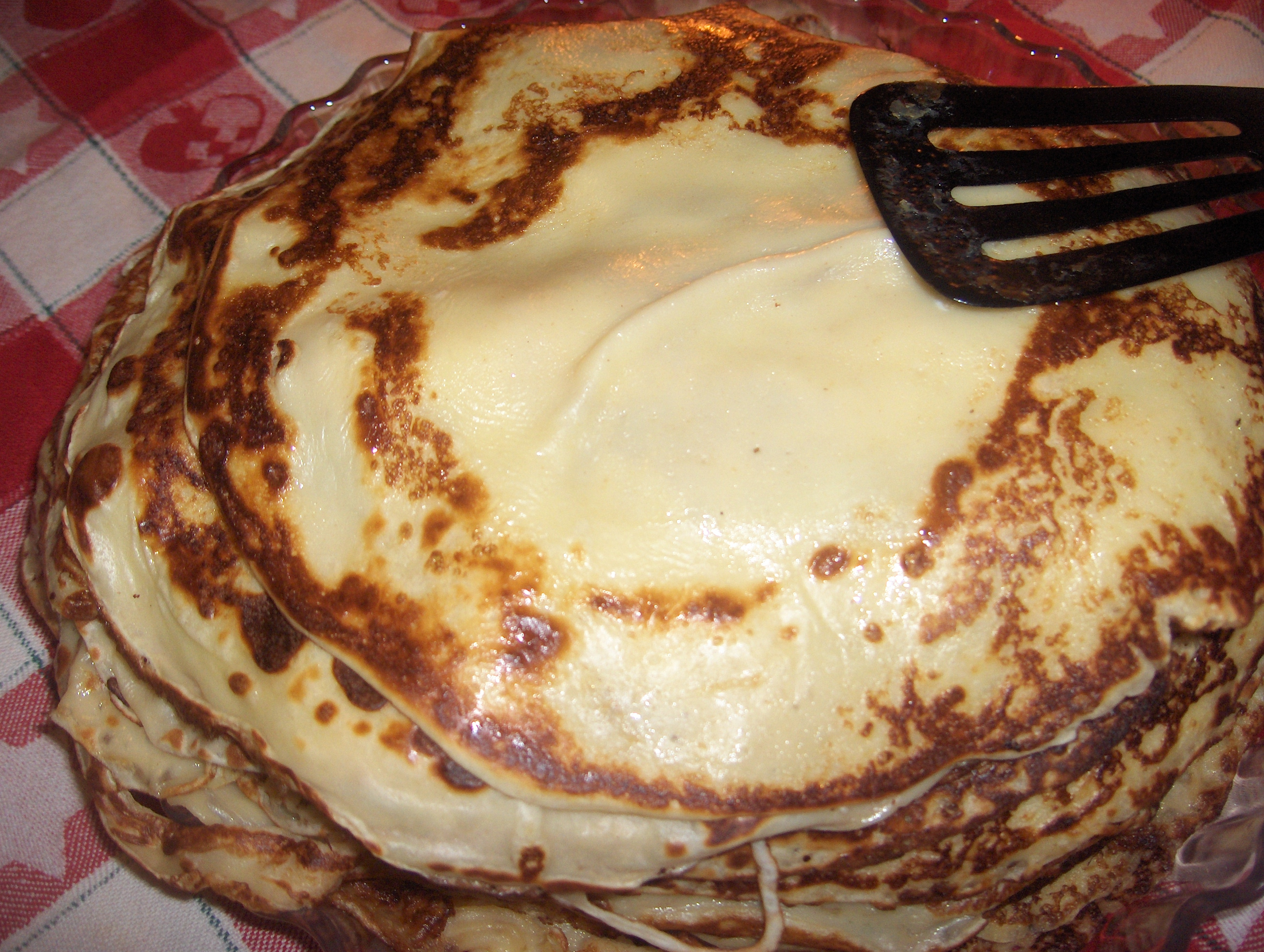
Svéd palacsinta
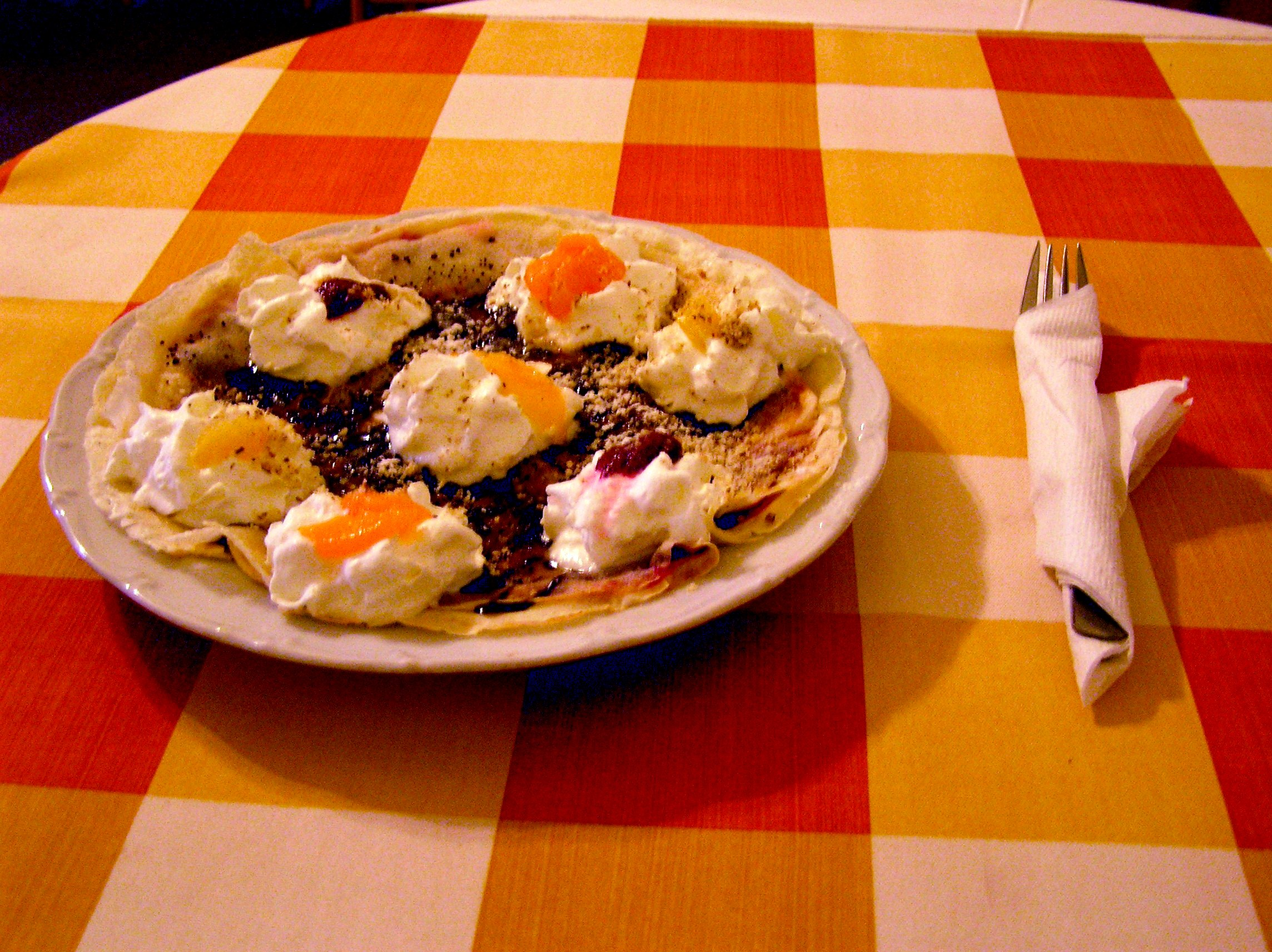
Palacinky – szlovák palacsinta
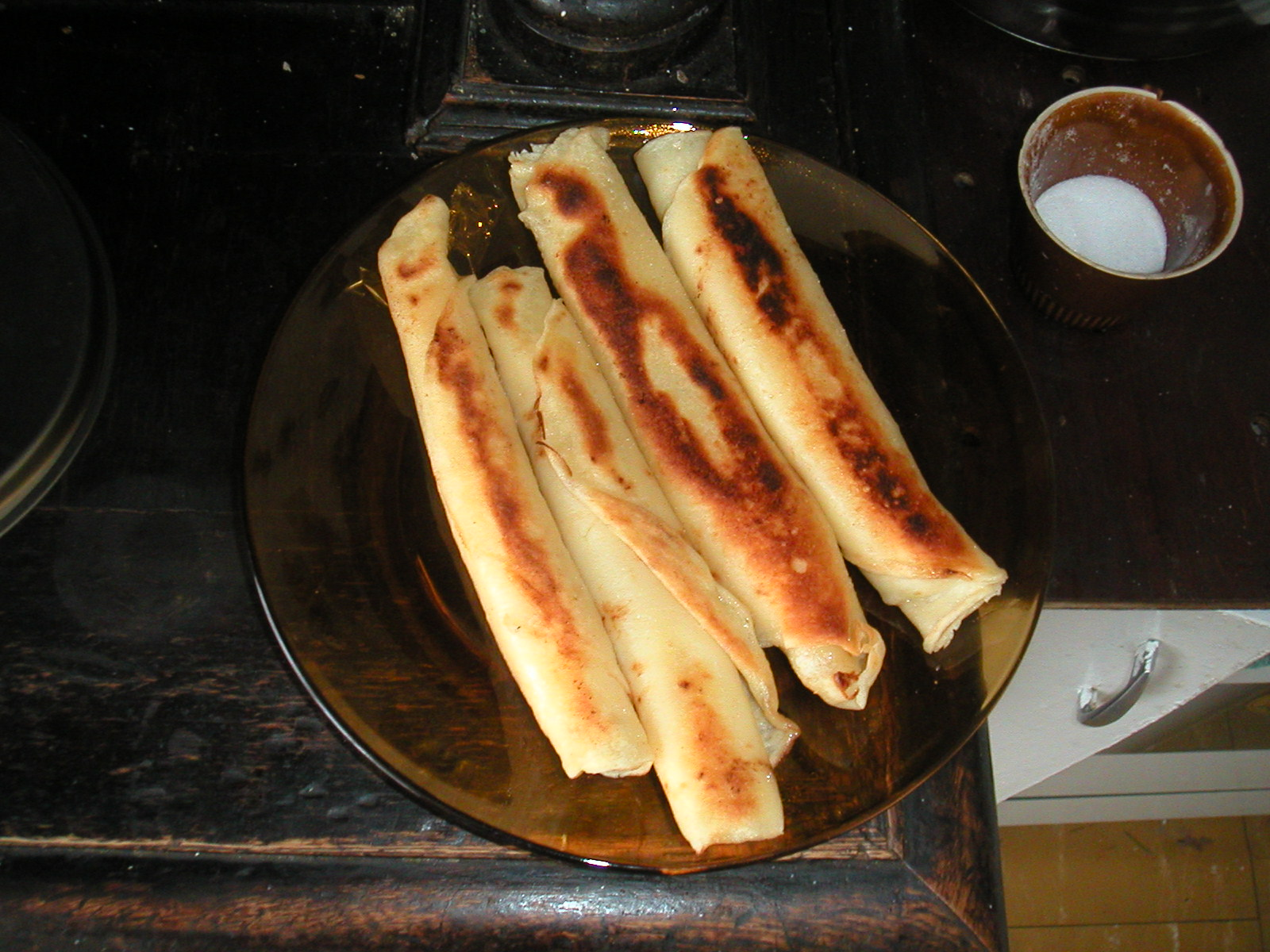
Naleśniki – lengyel palacsinta
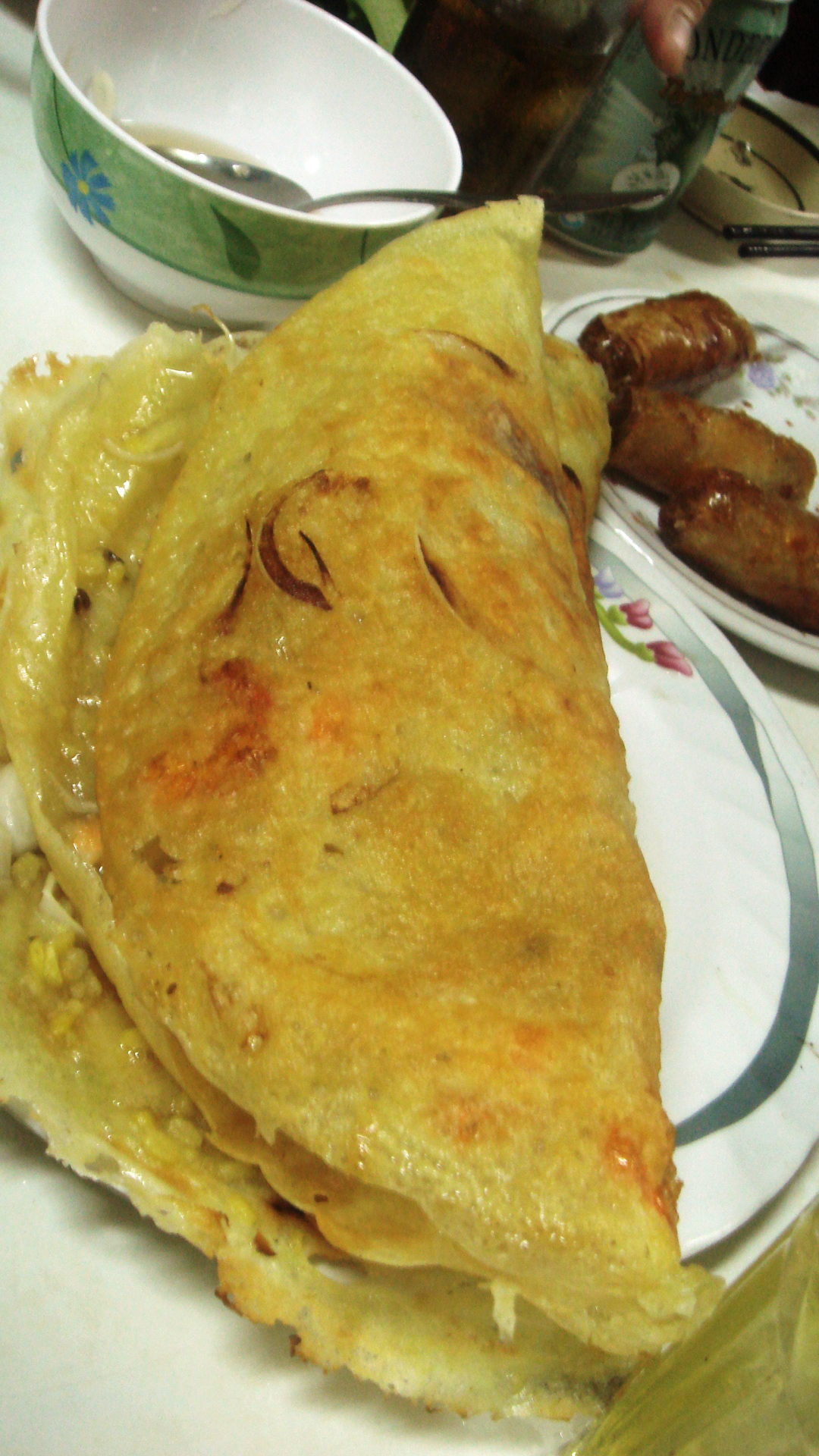
Bánh xèo – vietnámi palacsinta
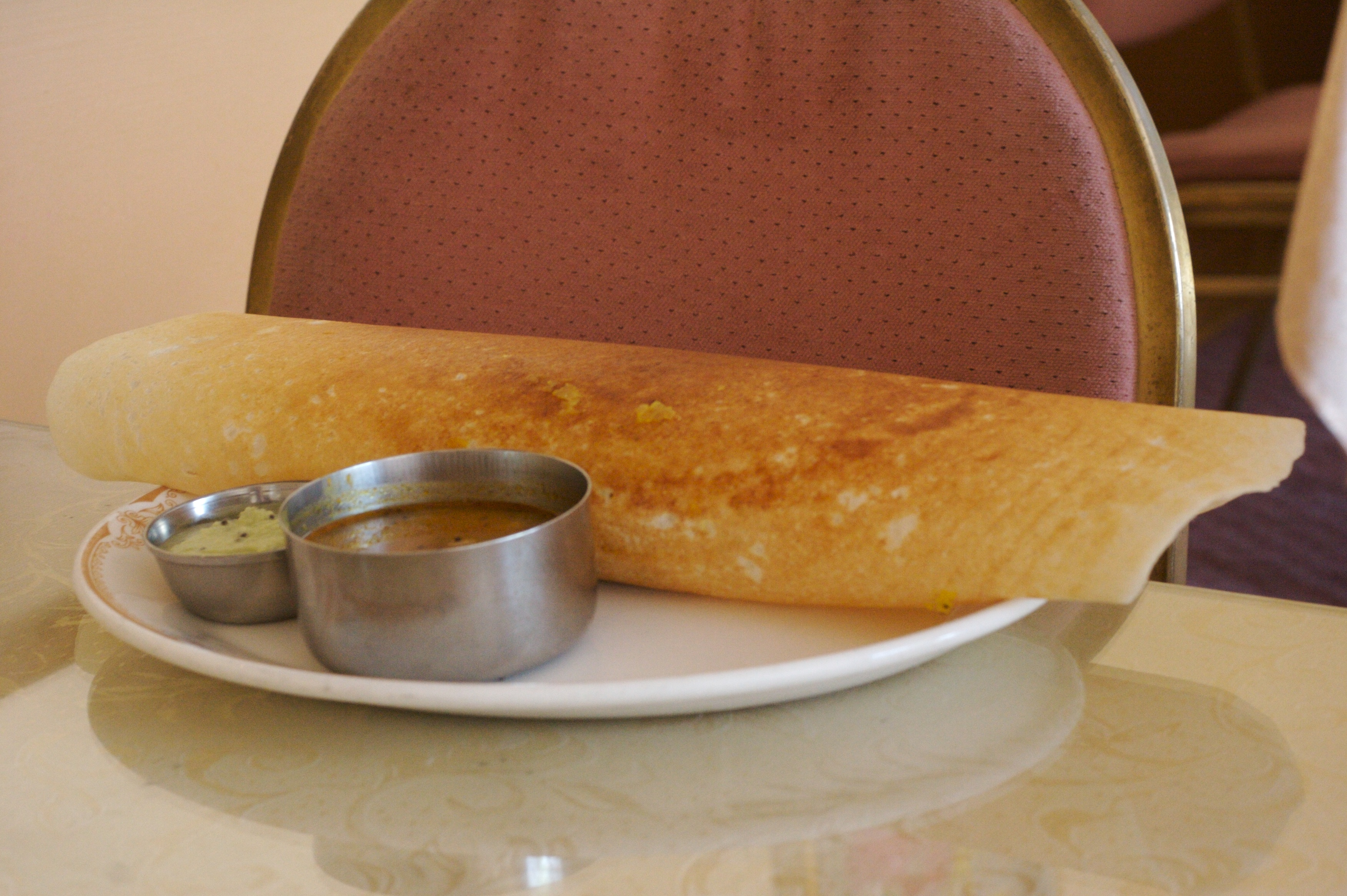
Dosa-chutney – indiai palacsinta
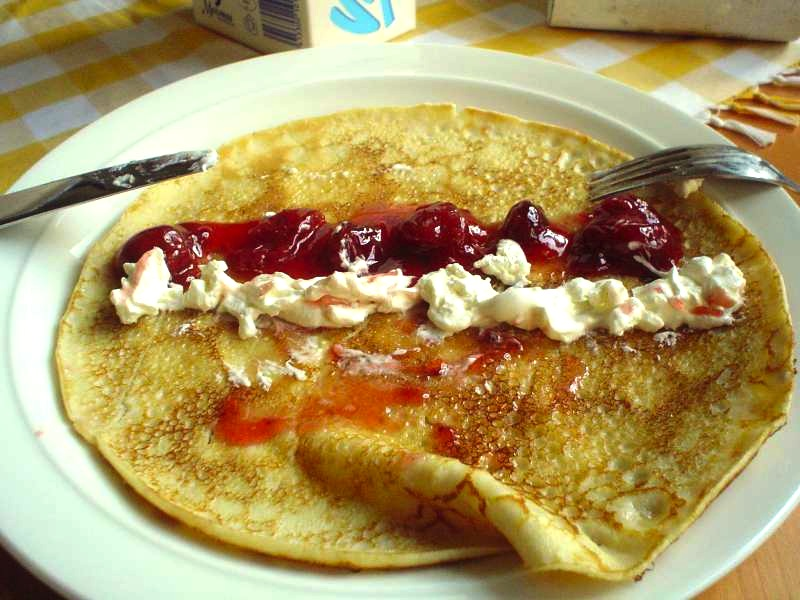
Crêpe francia palacsinta
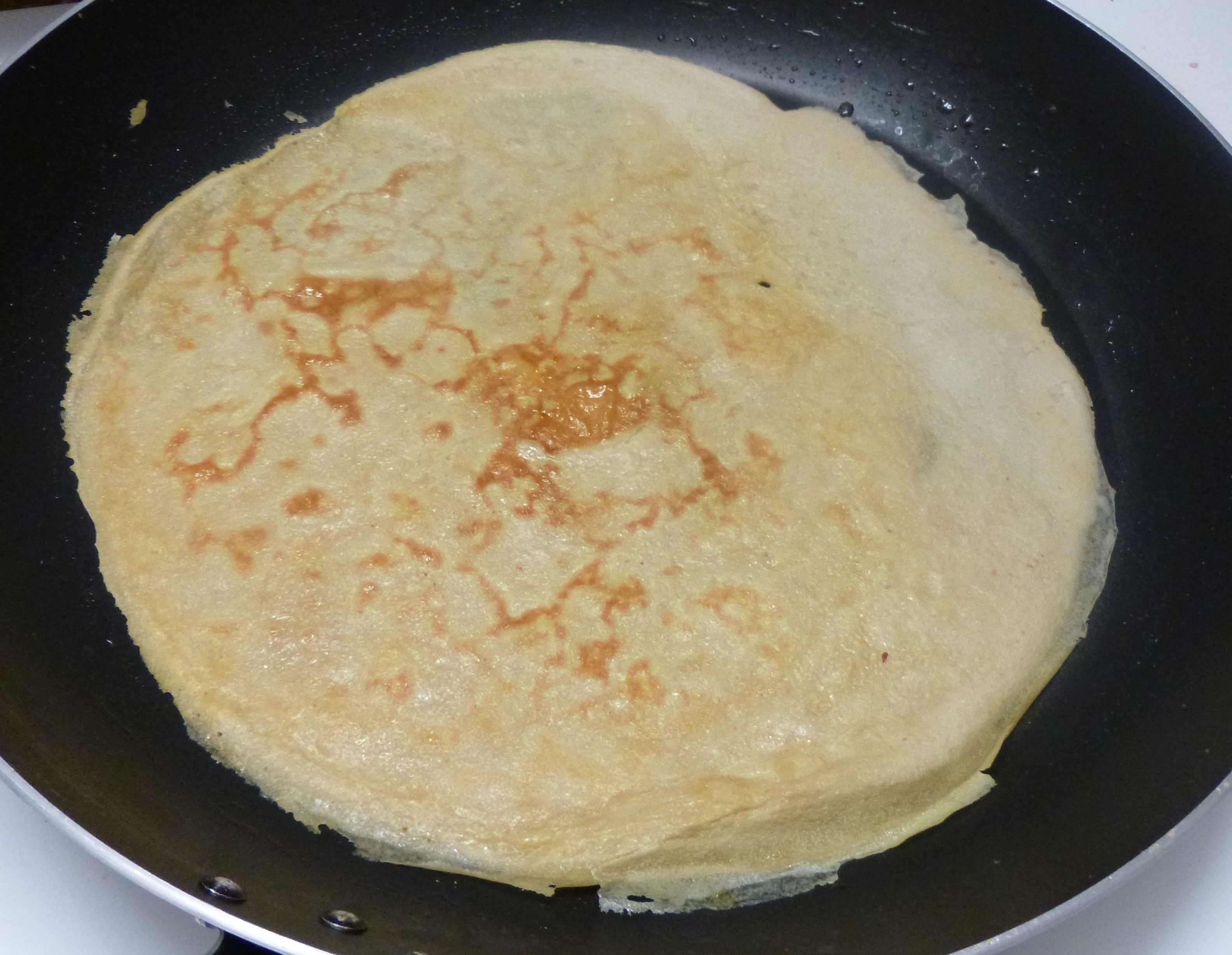
Palacsinta a sütőjében
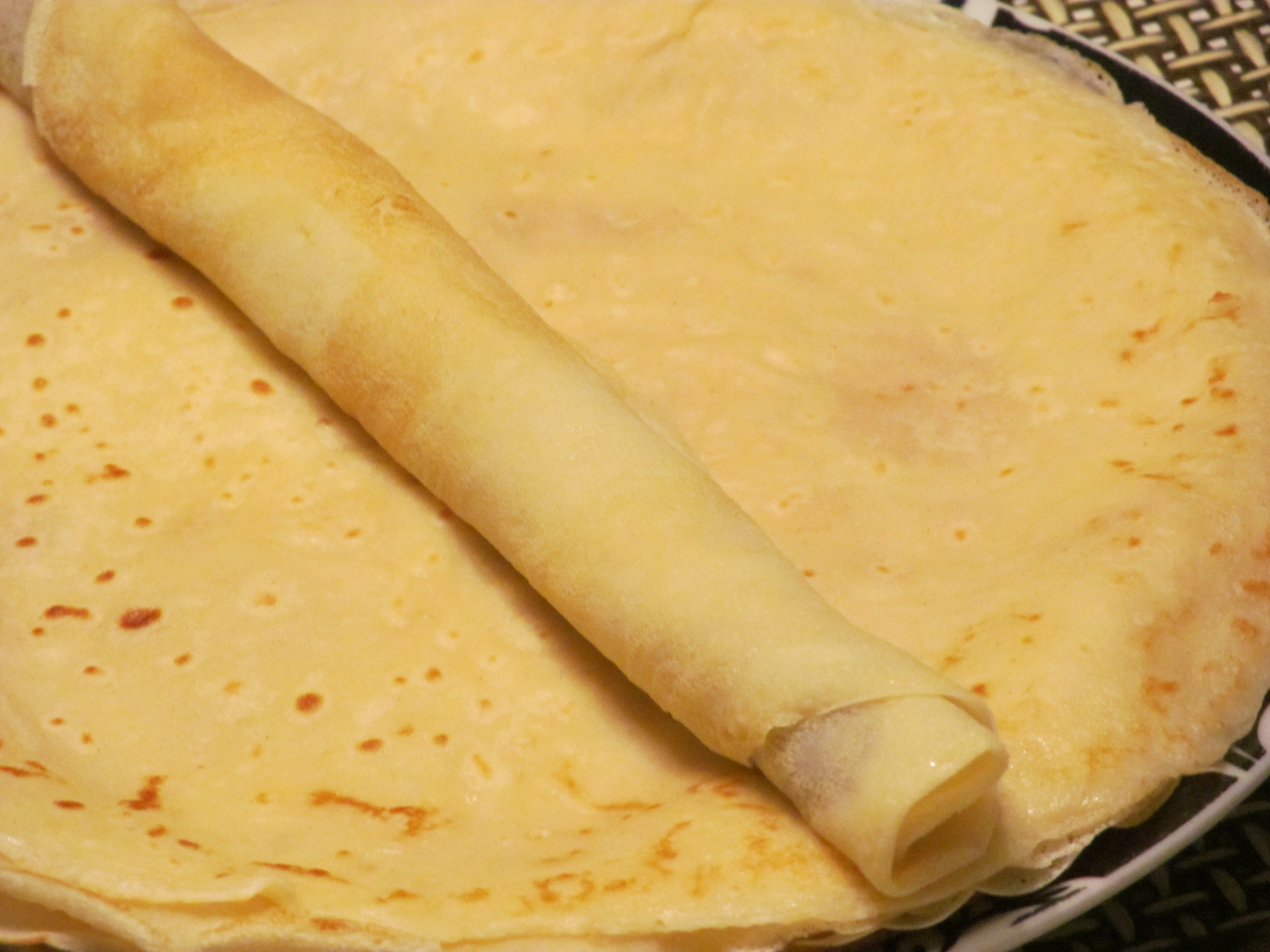
Kész palacsinták